# Terrakottawand (Wilhelma)

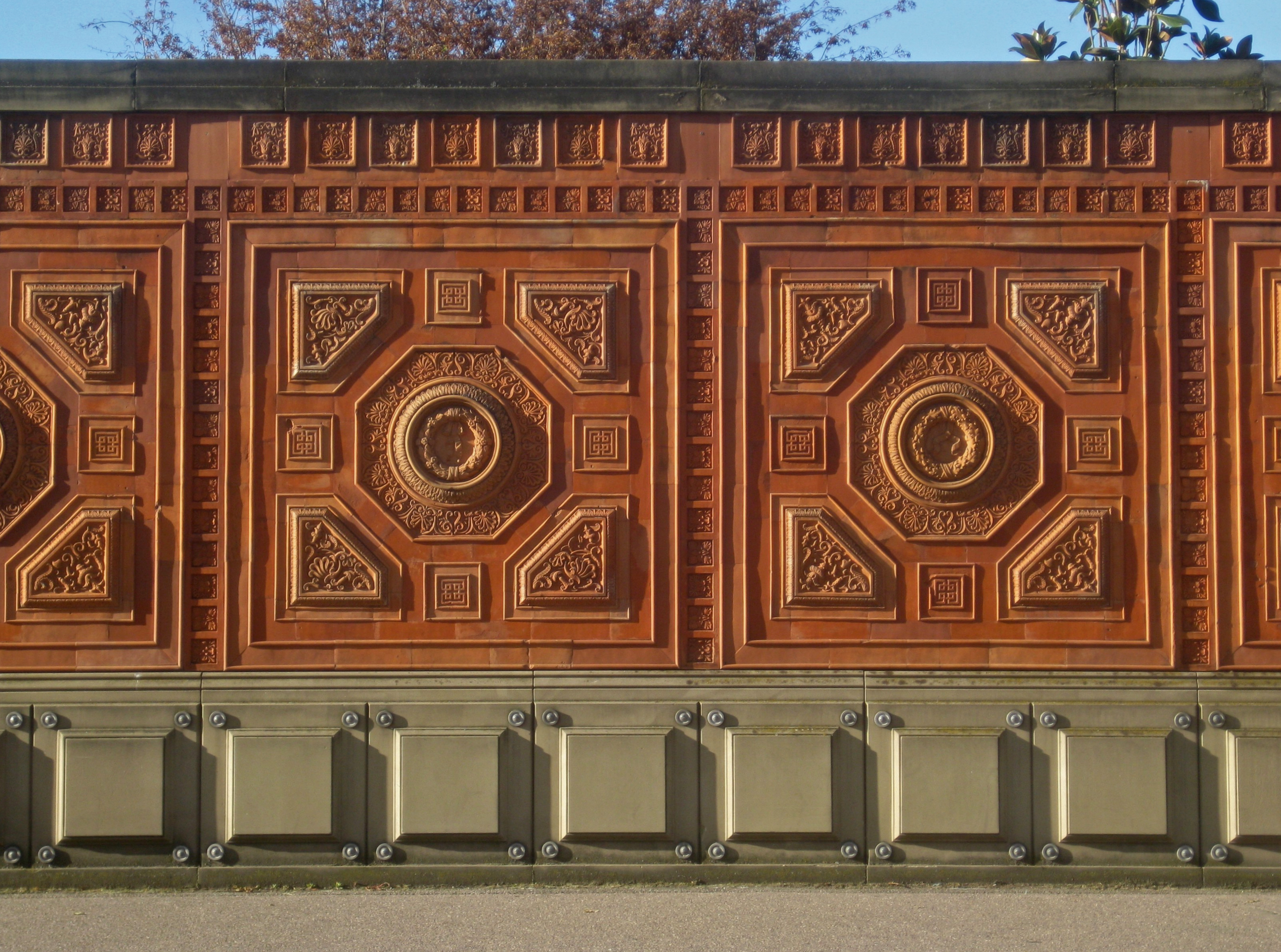
Terrakottawand an Neckarseite der Wilhelma in Stuttgart

Der zoologisch-botanische Garten Wilhelma in Stuttgart wird an der Neckarseite von einem Wandelgang mit einer Terrakottawand begrenzt, die nach den Entwürfen des Stuttgarter Architekten Karl Ludwig von Zanth 1846 bzw. 1856 fertiggestellt wurde.

## Kurzbeschreibung
| Werktitel       | Terrakottawand                              |
| Künstler        | Karl Ludwig von Zanth                       |
| Art             | Flachrelief                                 |
| Motiv           | geometrische und Pflanzenornamente          |
| Material        | Terrakotta                                  |
| Maße            | 112 Paneele auf über 200 m Länge            |
| Entstehungsjahr | Wandelgang: 1843–1846, Terrakottawand: 1856 |
| Standort        | Stuttgart, Wilhelma, Neckartalstraße        |

## Abmessungen
| Anzahl Paneele             | 112            |
| Breite eines Paneels       | 1,72 m         |
| Höhe der Terrasse          | 0,65 m         |
| Breite der Terrasse        | 3,16 m         |
| Höhe der Terrakottawand    | 3,75 m         |
| Höhe des Sockels           | 0,76 m         |
| Friese                     | 1,58 × 1,58 m  |
| Anthemion-Kacheln          | 0,18 × 0,18 m  |
| Rosetten-Kacheln ohne Rand | 9,5 × 9,5 cm   |
| Rosetten-Kacheln mit Rand  | 11,5 × 11,5 cm |

## Standort

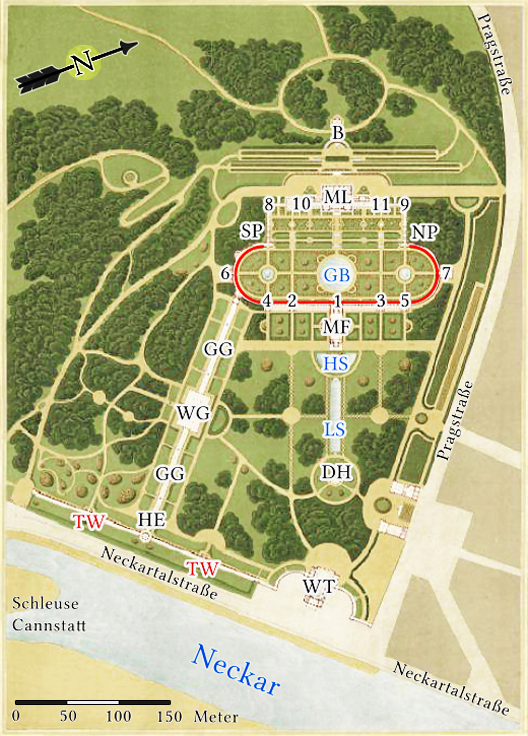
Plan der Wilhelma von 1855

Im Südosten der Wilhelma verläuft parallel zum Neckar die verkehrsreiche Neckartalstraße. Durch eine Kastanienbaumzeile direkt an der Straße, einen Gehweg und eine breite Rasenfläche abgesetzt, erhebt sich eine Terrasse mit dem äußeren Wandelgang. Der Gang erstreckt sich über mehr als 200 Meter zwischen dem Wilhelma-Theater im Nordosten und dem Busparkplatz der Wilhelma im Südwesten. Der südwestliche Teil des Gangs dient gleichzeitig als Sichtschutz für das dahinterliegende Wilhelma-Parkhaus.
Rote Linie = innerer Wandelgang, B = Belvedere, DH = Damaszenerhalle, GB = Großes Bassin (Seerosenteich), GG = Gewächshausgang, HE = Haupteingang, HS = Halbmondsee, LS = Langer See, MF = Maurischer Festsaal (heute Aquarium-Terrarium), ML = Maurisches Landhaus, NP = Nördlicher Pavillon, SP = Südlicher Pavillon, TW = äußerer Wandelgang mit der Terrakottawand, WG = Wintergarten, WT = Wilhelma-Theater
1 = Hauptpavillon des inneren Wandelgangs, 2/3 = Nebenpavillons, axial zu den Eckpavillons der Gewächshausflügel, 4/5 = Nebenpavillons, axial zu den Pavillons SP bzw. NP, 6/7 = Bogenpavillons, 8/9 = Eckkioske der Laubengänge, 10/11 = Eckpavillons der Gewächshausflügel

## Wandelgang
In der Wilhelma gibt es zwei Wandelgänge: den äußeren Wandelgang mit der Terrakottawand, der hier behandelt wird, und den inneren Wandelgang mit der Fliesenwand, der einen Teil des inneren Maurischen Gartens umschließt. Der äußere Wandelgang besteht aus zwei Abschnitten: dem Terrakottagang und dem Säulengang.
Der Terrakottagang beginnt beim Wilhelma-Parkhaus mit einem Eckpavillon, dem Bellevue-Tor (1837), dem letzten Überrest des ehemaligen königlichen Landhauses Bellevue, das an der Stelle des Wilhelma-Parkhauses stand, und setzt sich in Richtung Wilhelma-Theater fort. Er ist zur Neckartalstraße hin offen und wird von einer mit Terrakottafriesen verkleideten Wand begrenzt. Ursprünglich war der Terrakottagang auf seiner ganzen Länge mit einer Gusseisenkonstruktion überdacht. Nach den Zerstörungen des Zweiten Weltkriegs zeugen davon nur noch wenige Achsen am rechten Ende.

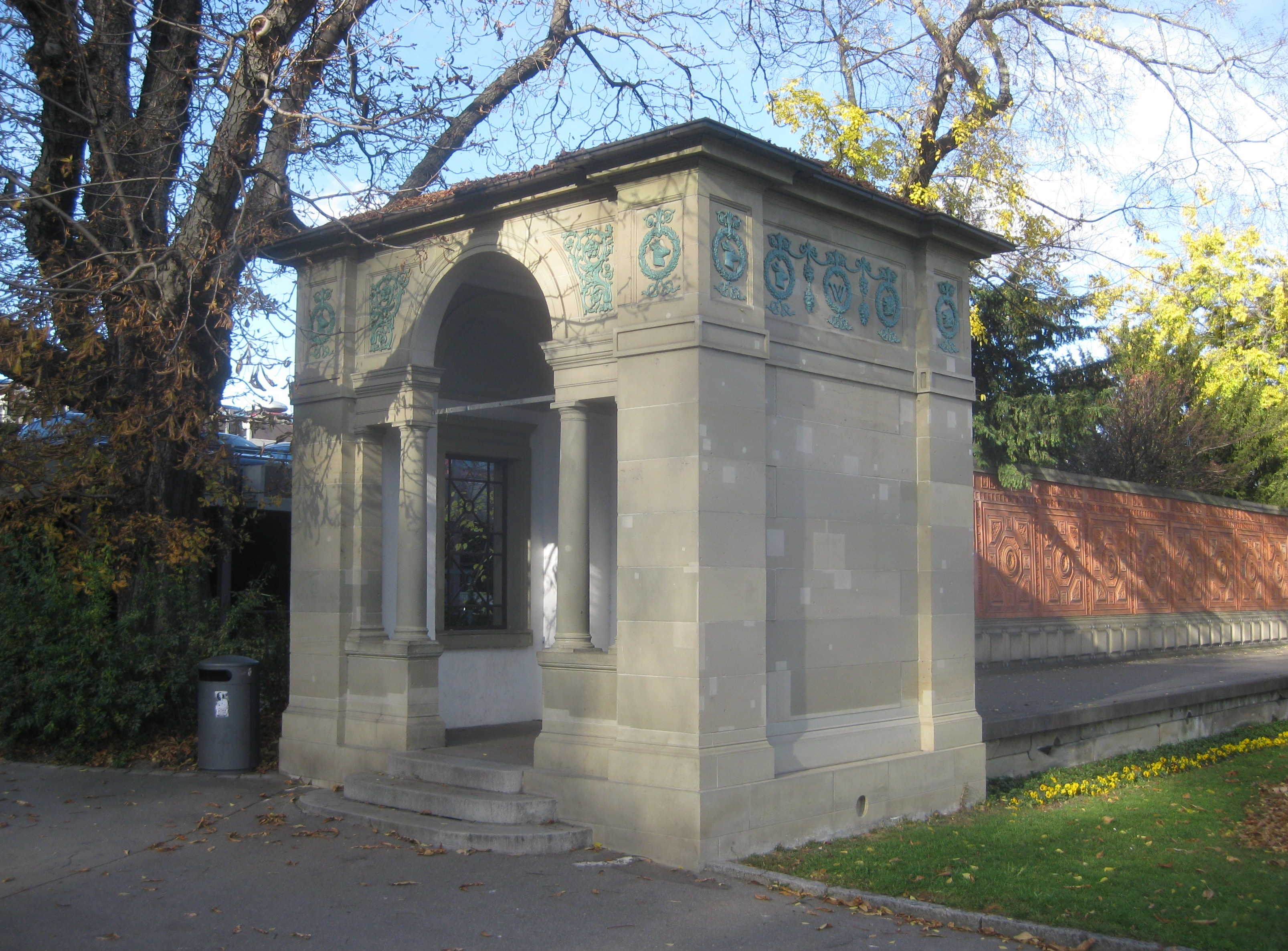
Eckpavillon beim Parkhaus am linken Ende des Wandelgangs
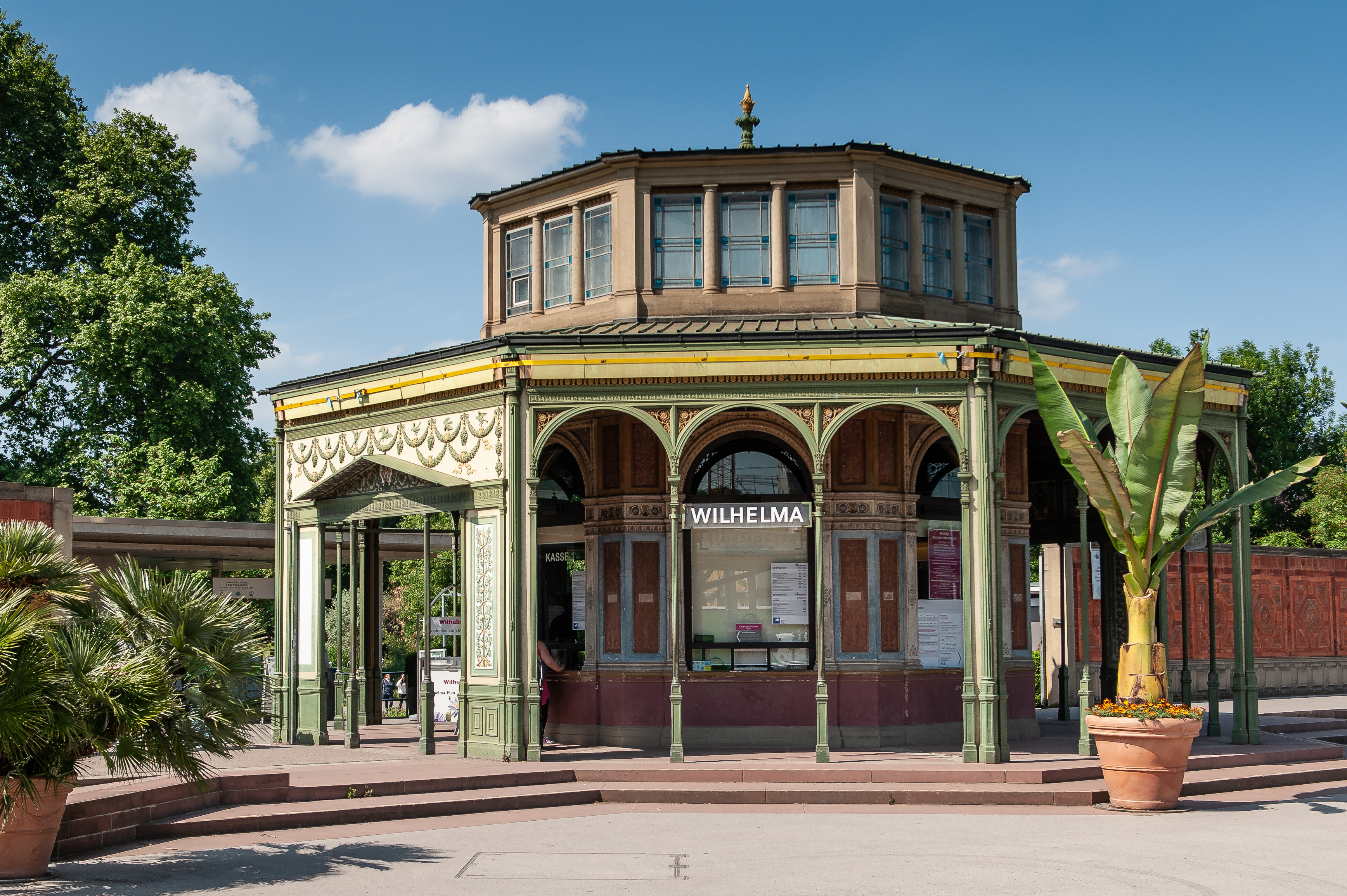
Kassenpavillon
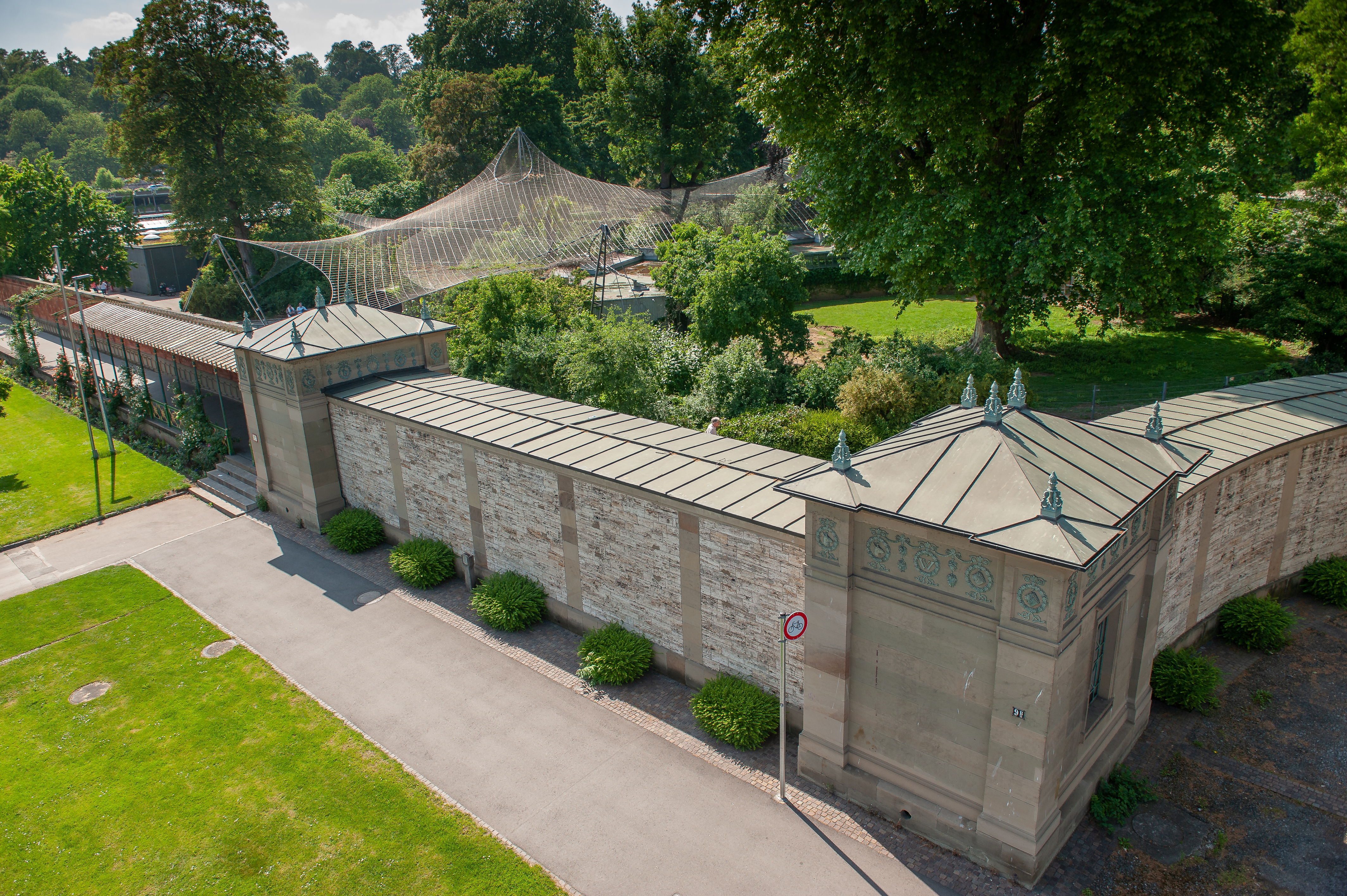
Außenmauer des geraden Säulengangs und Teil des Bogengangs
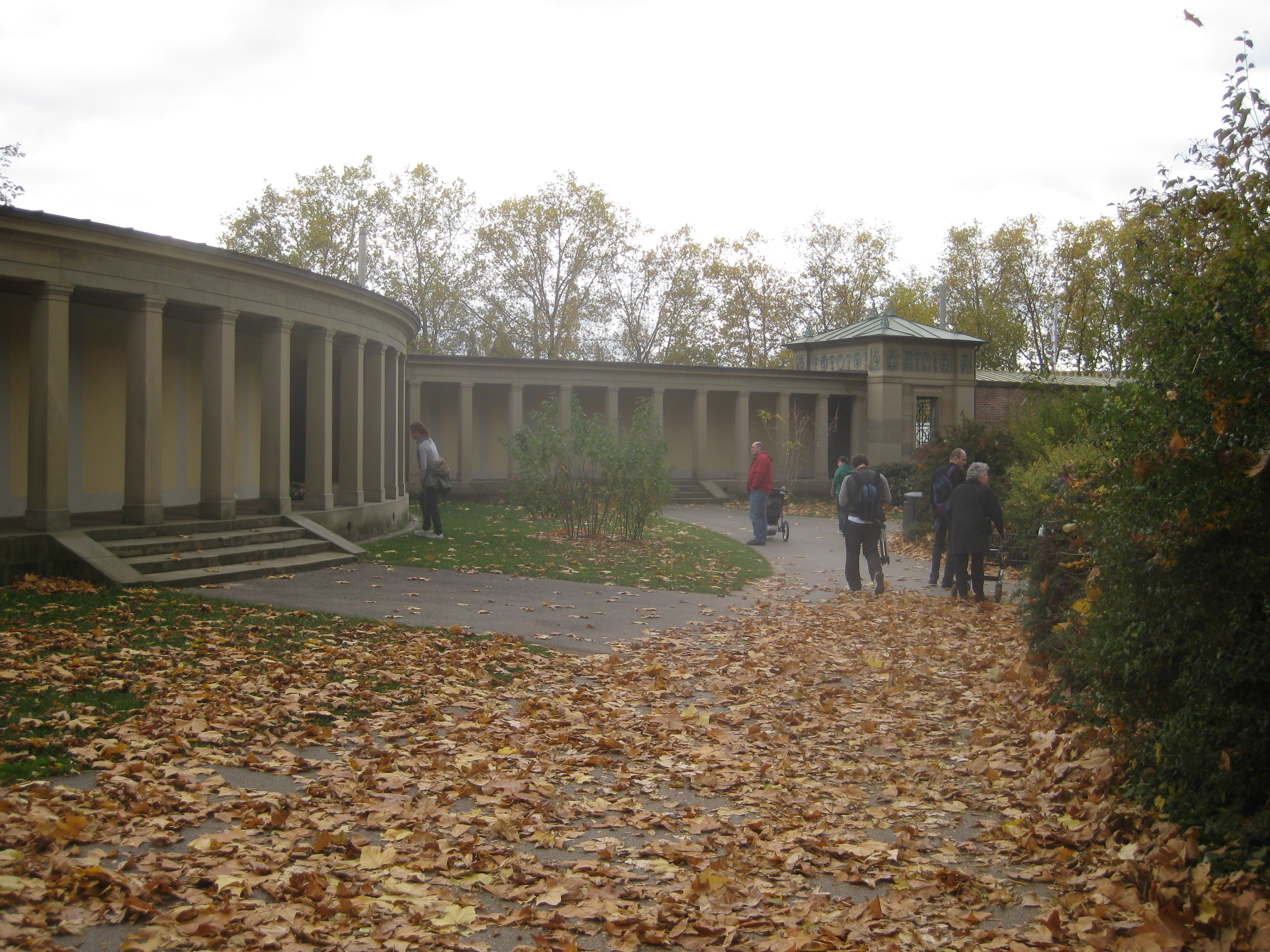
Innenseite des geraden Säulengangs und Teil des Bogengangs

Der überdachte Säulengang beginnt am rechten Ende des Terrakottagangs, setzt sich zuerst in gerader Richtung fort und führt dann in einem konkaven Viertelkreis („Bogengang“, „Zirkelmauer“) zum linken Seiteneingang des Wilhelma-Theaters. Der Säulengang wird nach außen von einer Mauer aus Cannstatter Travertin und zur Wilhelma hin durch Säulen abgeschlossen. Ein symmetrisches Pendant des Bogengangs mündet in den rechten Seiteneingang des Wilhelma-Theaters, so dass zwei viertelkreisförmige, umfriedete Vorplätze entstehen.
Der Terrakottagang wird durch den achteckigen Kassenpavillon in zwei Flügel geteilt. Die äußeren Endpunkte der beiden Flügel werden durch quadratische Pavillons gebildet. Der rechte Pavillon markiert gleichzeitig das Ende des Terrakottagangs und den Beginn des geraden Säulengangs. Dieser wird durch einen weiteren Pavillon abgeschlossen, bei dem der Bogengang seinen Anfang nimmt.

## Terrakottawand
Die Backsteinmauer an der Innenseite des Terrakottagangs ist mit einem kassettierten Sandsteinsockel und darüber mit reliefierten Friesen aus Terrakotta verkleidet. Den oberen Abschluss bildet eine leicht vorkragende Mauerkrone aus Sandstein. Die Rückseite zeigt die unverkleidete, durch Sandsteinlisenen gegliederte Backsteinmauer.

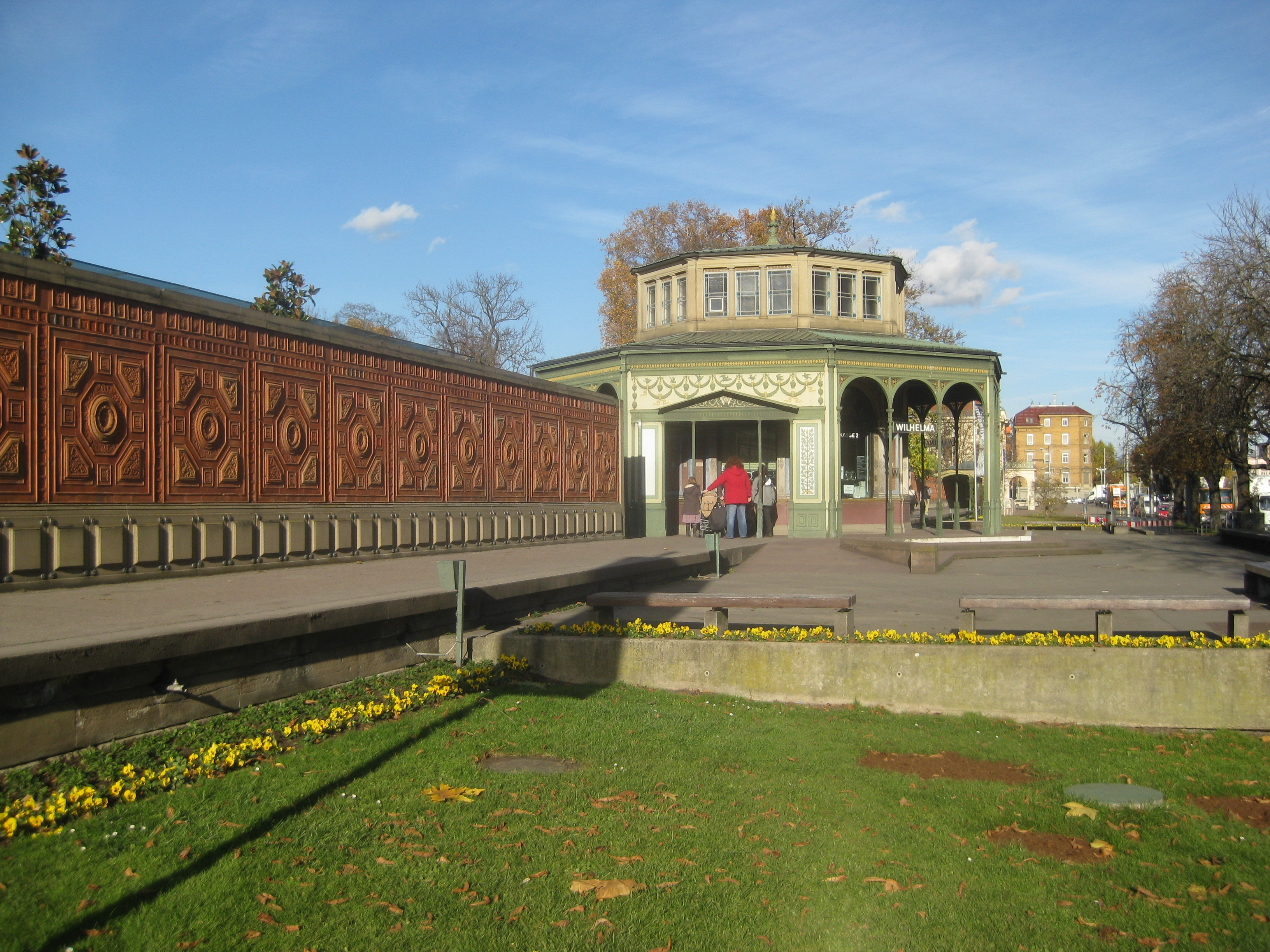
Linker Terrakottawandflügel und Kassenpavillon
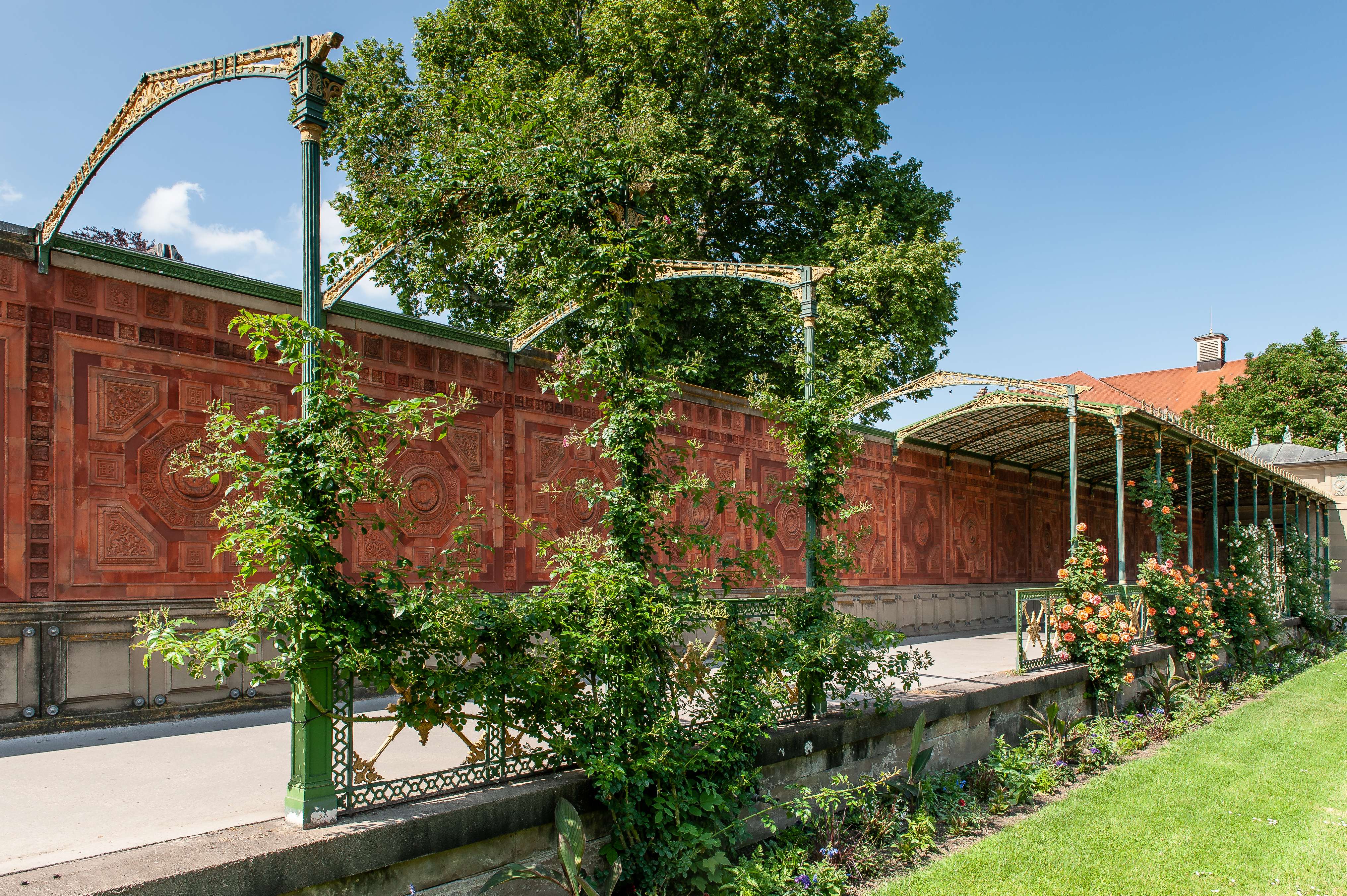
Rechter Terrakottawandflügel mit teilweiser Überdachung
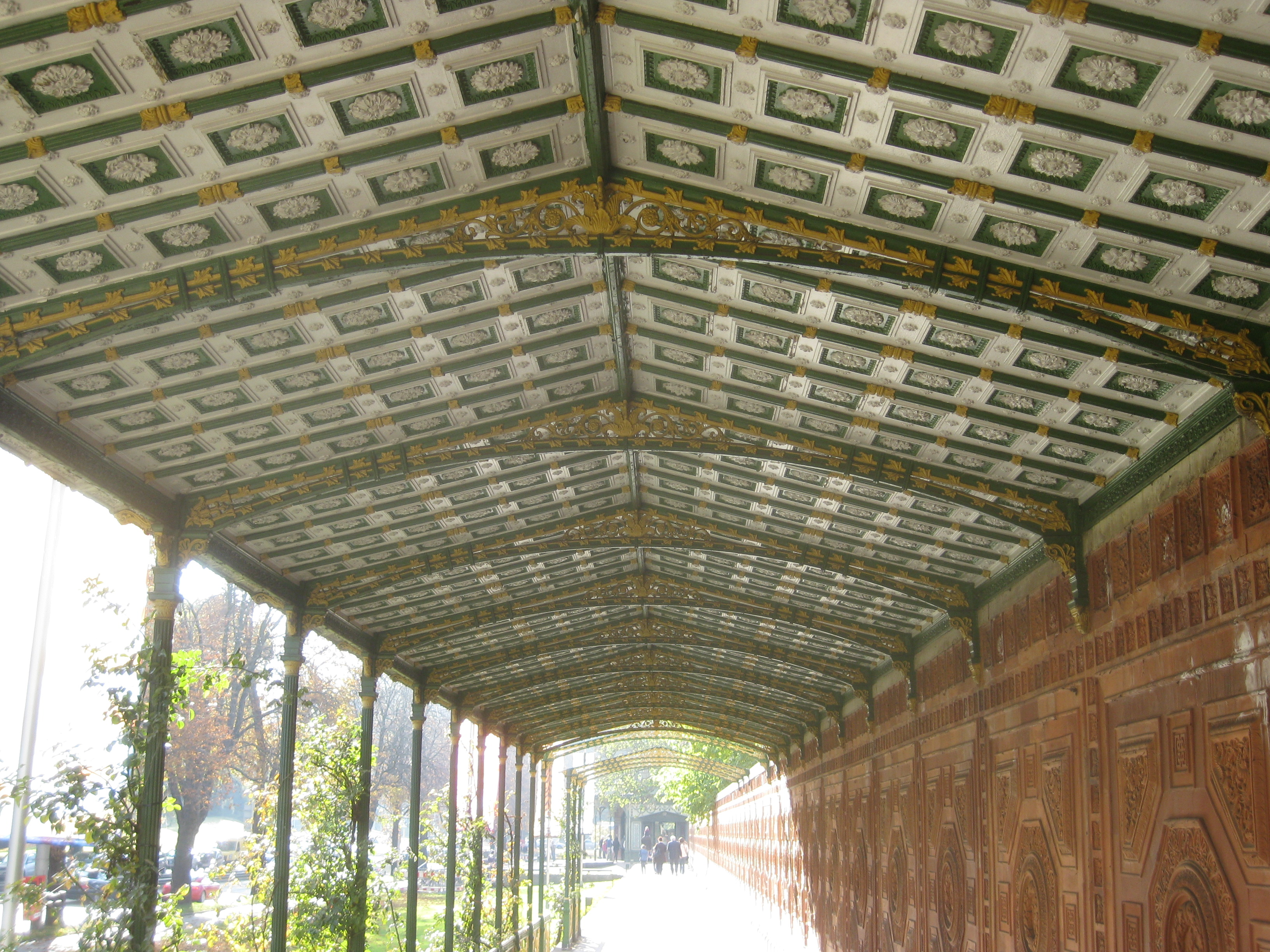
Gusseiserne Dachkonstruktion
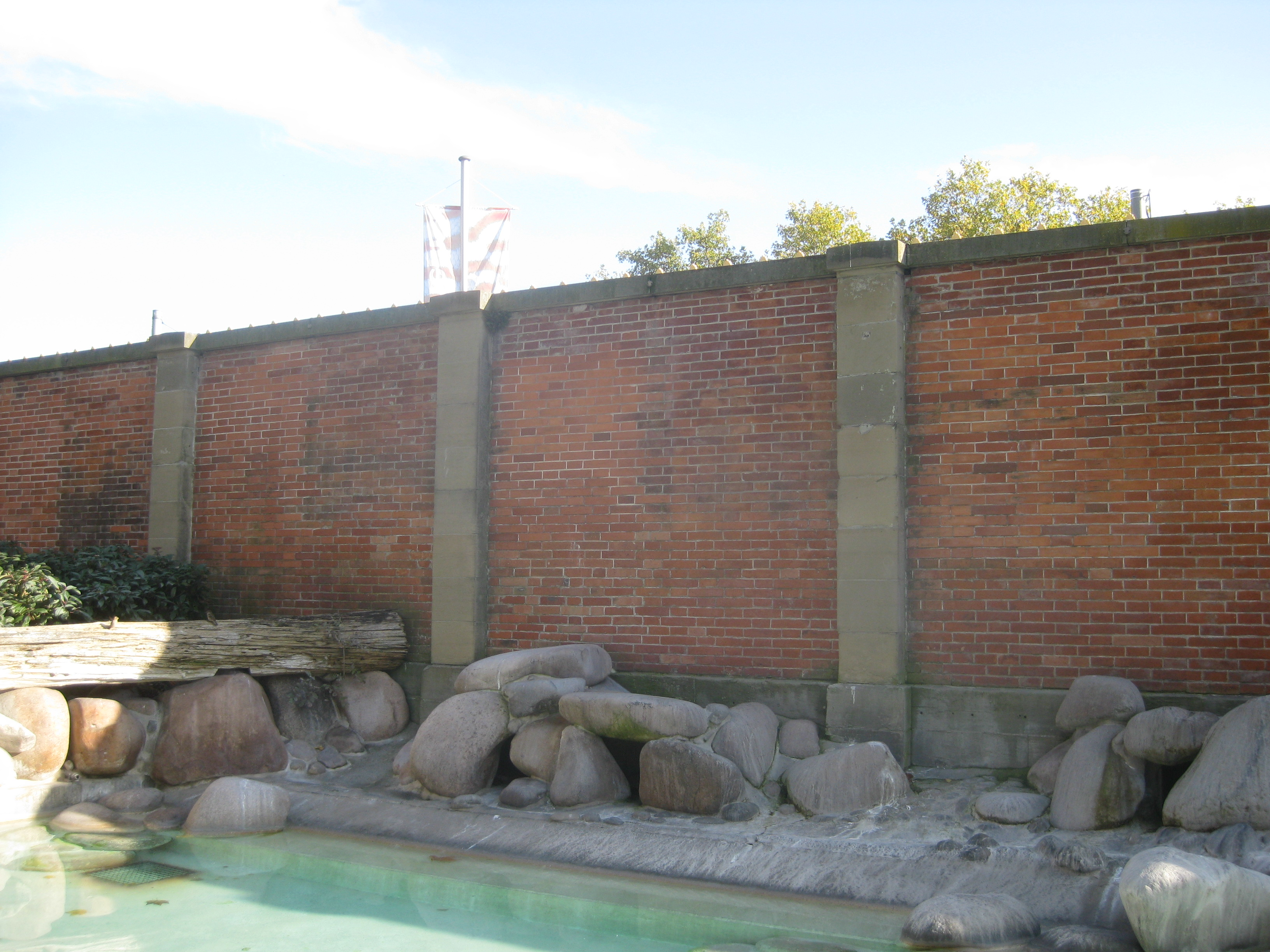
Rückseite der Terrakottawand (am Pinguingehege)

Die flach gerahmten, quadratischen Friese zeigen im Inneren ein achteckiges Medaillon mit einem Lorbeer- oder Eichenkranz. Um das Medaillon gruppieren sich waagerecht und senkrecht kleine, quadratische Mäanderkacheln und diagonal größere, fast dreieckige Kacheln mit pflanzlichen Arabesken.
Die Friese werden von Bändern mit Rosettenkacheln eingerahmt, oben von einem durchlaufenden waagerechten Band und zwischen den Friesen durch ein senkrechtes Band. Unterhalb der Mauerkrone verläuft ein Anthemionband aus Lotos- und Palmettenkacheln.

## Details

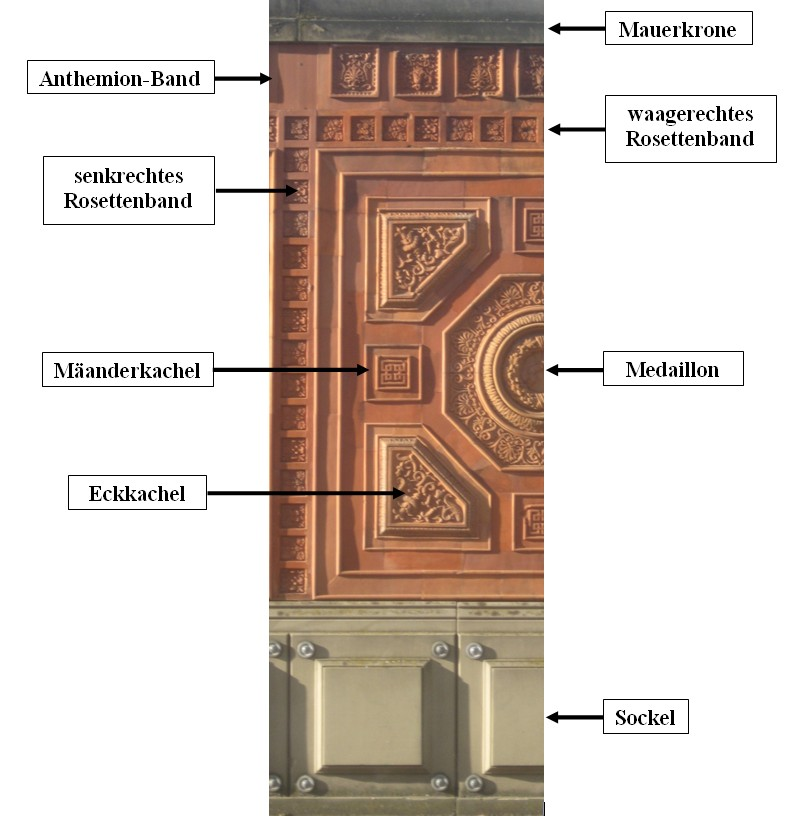
Aufbau eines Paneels

Der Terrakottagang ist etwa 200 Meter lang, nicht gerechnet die Unterbrechungen durch zwei Türen und den Kassenpavillon. Die Terrakottawand besteht aus 112 gleichartigen Paneelen mit zwei abwechselnd wiederkehrenden Varianten quadratischer Friese. Diese unterscheiden sich durch das Medaillonmotiv (Eichen- oder Lorbeerkranz) und die Arabesken in den Eckkacheln (Lotos- oder Palmettenmotiv). Die Mäanderkacheln an den Seiten und die Rahmung der Medaillons sind bei beiden Varianten gleich. Die Friese werden durch ein senkrechtes Band mit Rosettenkacheln getrennt. Ein gleiches, über die ganze Wand durchlaufendes Band begrenzt die Friese an ihrer Oberkante. Über den Friesen verläuft unter der Mauerkrone ein Anthemion-Band aus Palmetten- und Lotoskacheln.

### Anthemion-Band

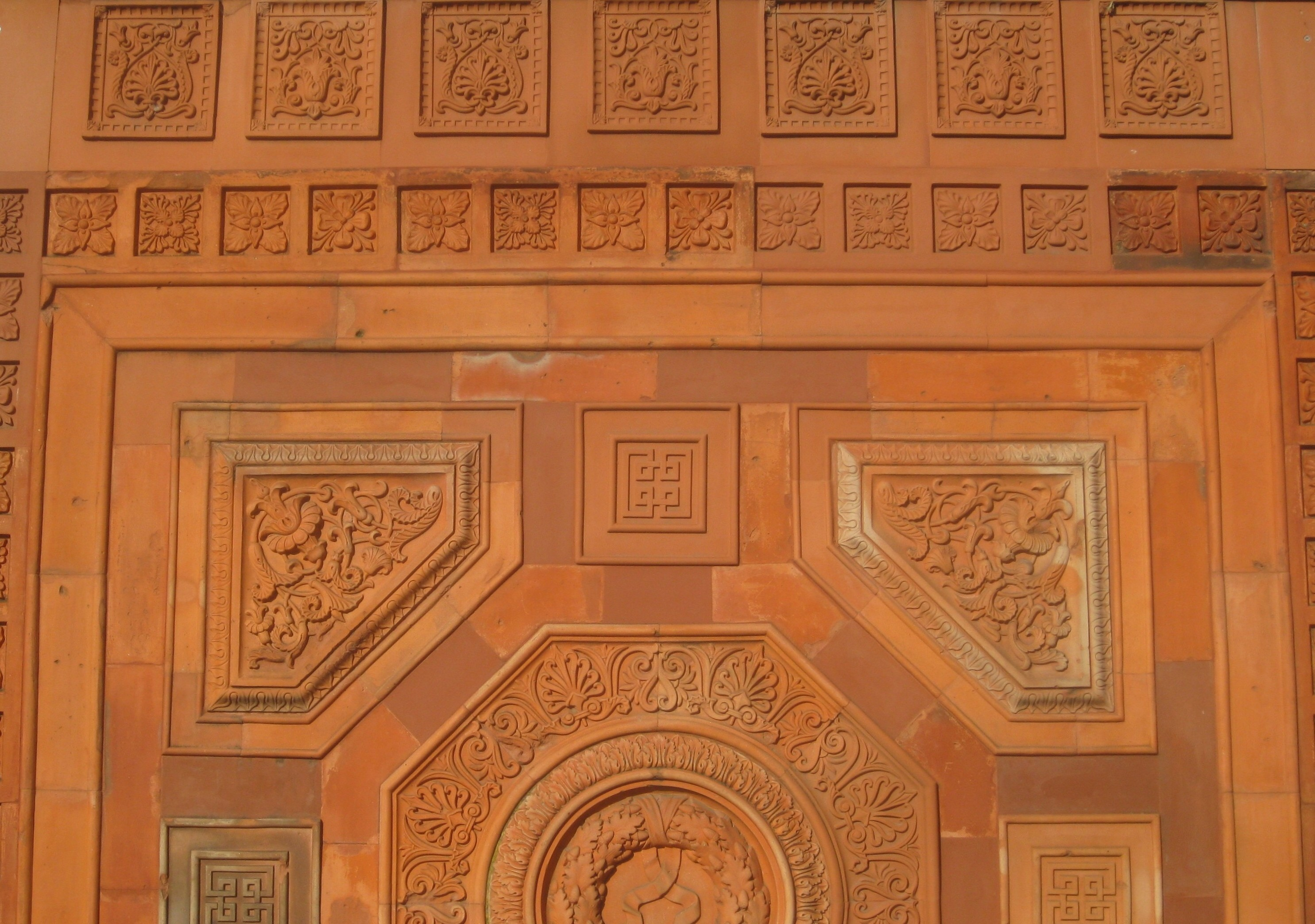
Anthemion-Band, darunter: waagerechtes Rosettenband und Teil eines Frieses
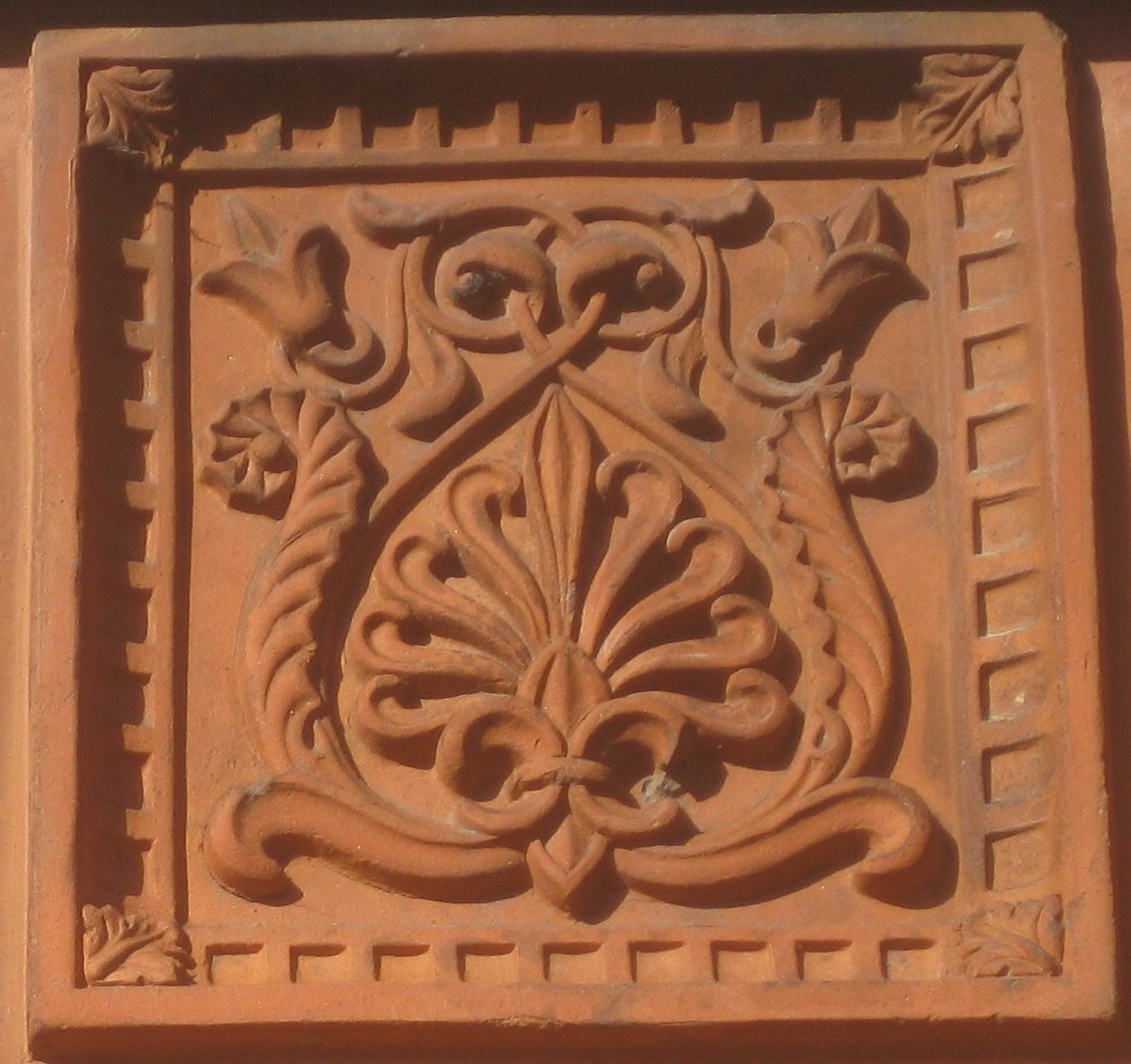
Palmettenkachel
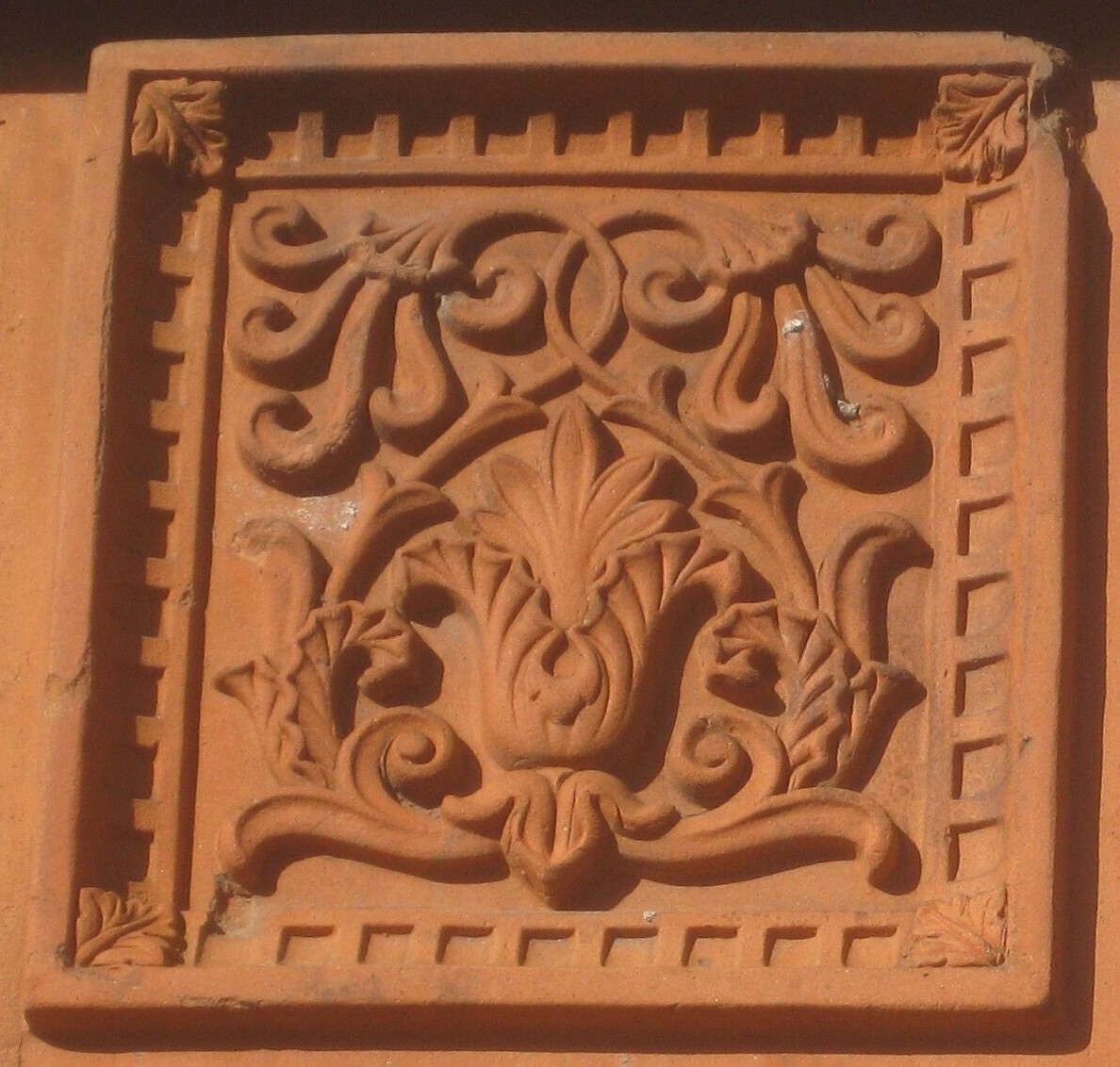
Lotoskachel

Über dem waagerecht durchlaufenden Rosettenband verläuft über jedem Fries ein Anthemion-Band. Es besteht aus sieben auf Abstand nebeneinander gesetzten quadratischen Kacheln. Das Band beginnt und endet mit einer Palmettenkachel, dazwischen wechseln sich Lotos- und Palmettenkacheln ab. Beide Varianten werden von einer umlaufenden kassettierten Leiste gerahmt. Die Ecken der Kacheln sind mit je einem Akanthusblatt besetzt.
Die Palmettenkachel zeigt im Innern eine Palmette, aus der am Grunde zwei aufsteigende Ranken sprießen. Sie werden von volutenartig eingerollten Akanthusblättern flankiert und legen sich zuerst um die Palmette, überkreuzen sich zweifach und laufen in mehreren Schlingen am Ende in zwei Lotosblüten aus.
Die Lotoskachel zeigt im Innern eine kunstvolle Lotosblüte, aus der am Grunde ebenfalls zwei aufsteigende Ranken sprießen. Sie schlingen sich um die Lotosblüte, überkreuzen sich zweifach und enden in zwei nach unten fallenden Palmetten.

### Rosettenbänder

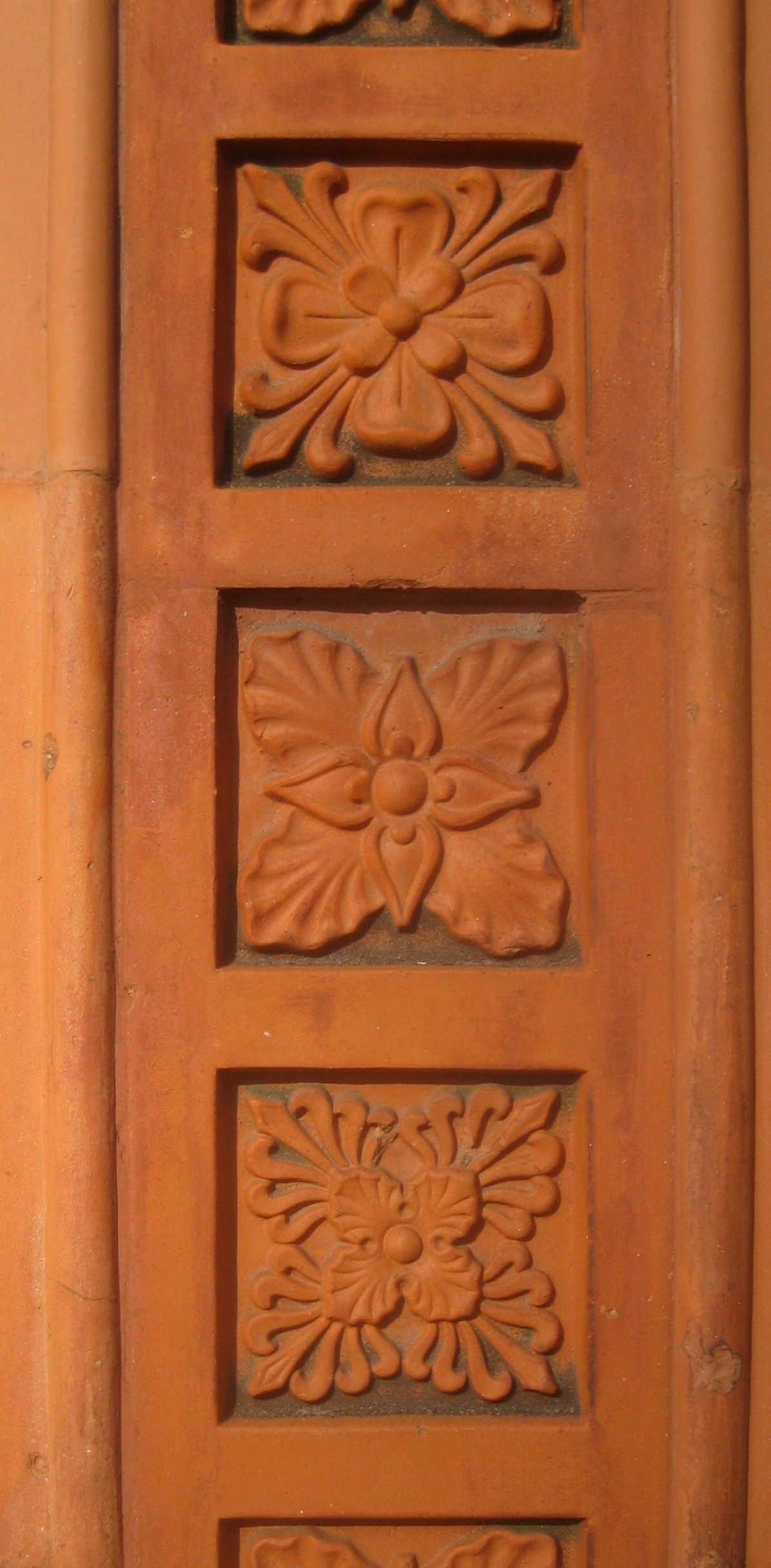
Senkrechtes Rosettenband. Von oben nach unten: Lilien-, Blatt- und Palmettenrosettenkachel
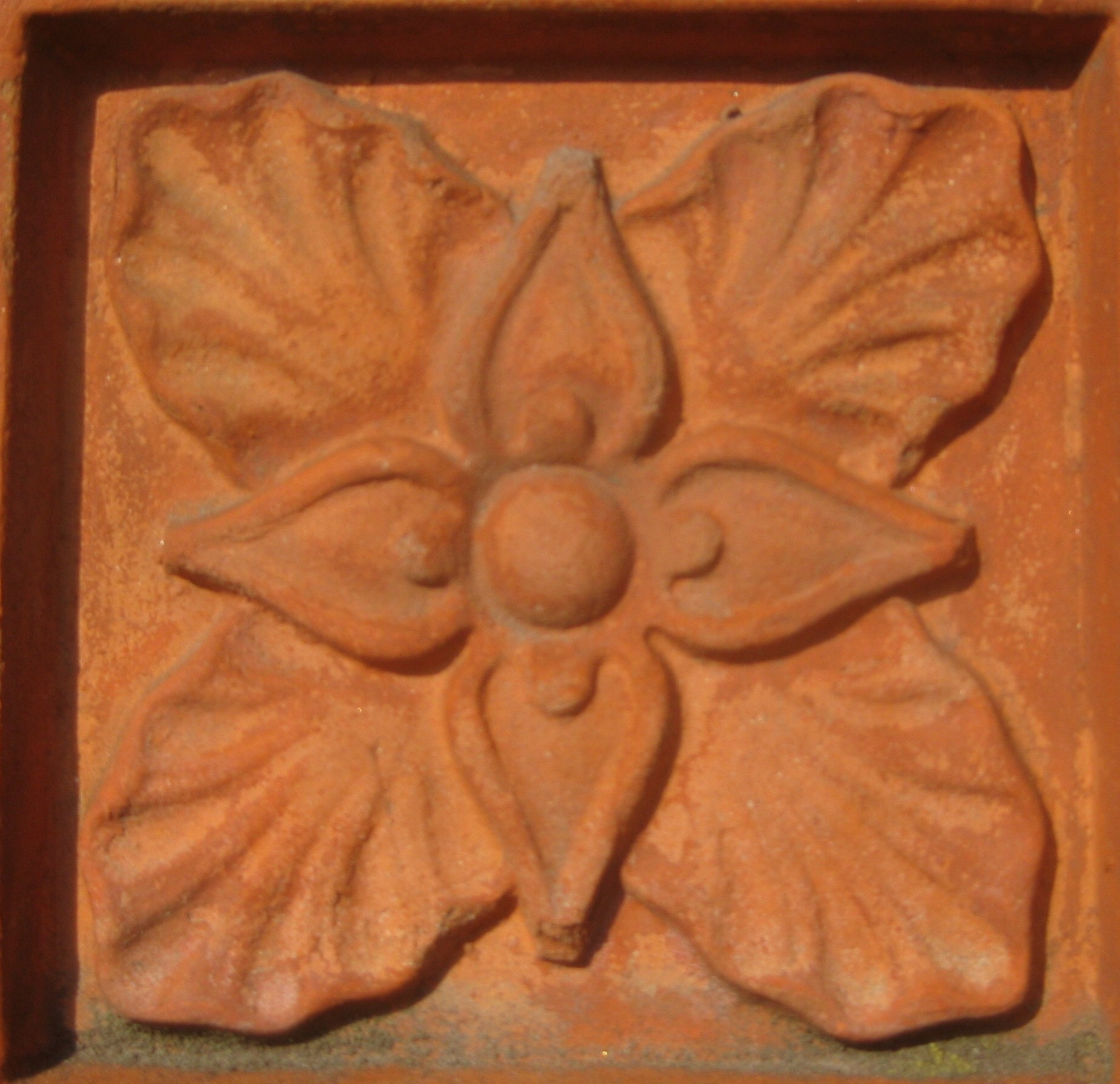
Blattrosettenkachel
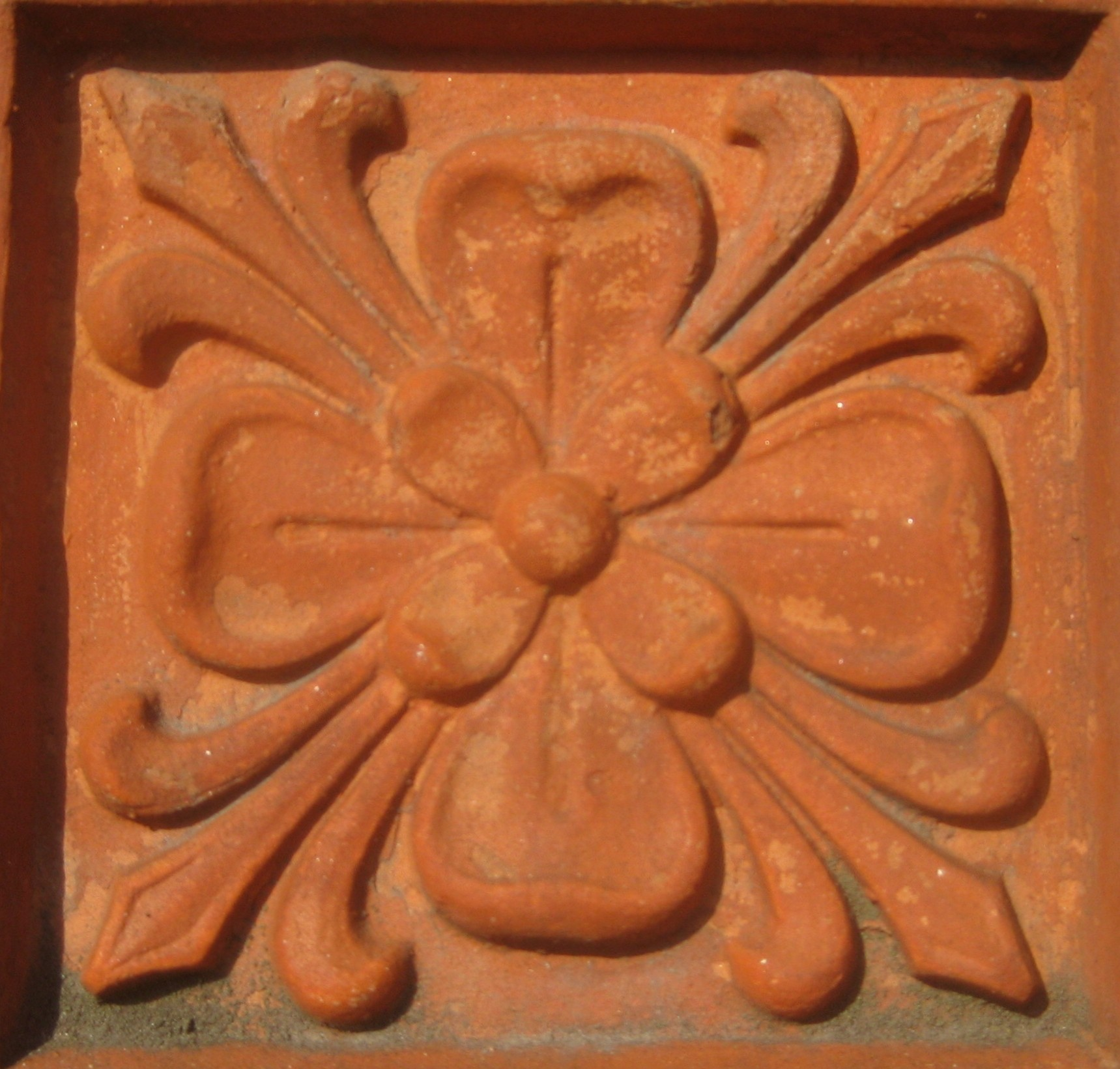
Lilienrosettenkachel
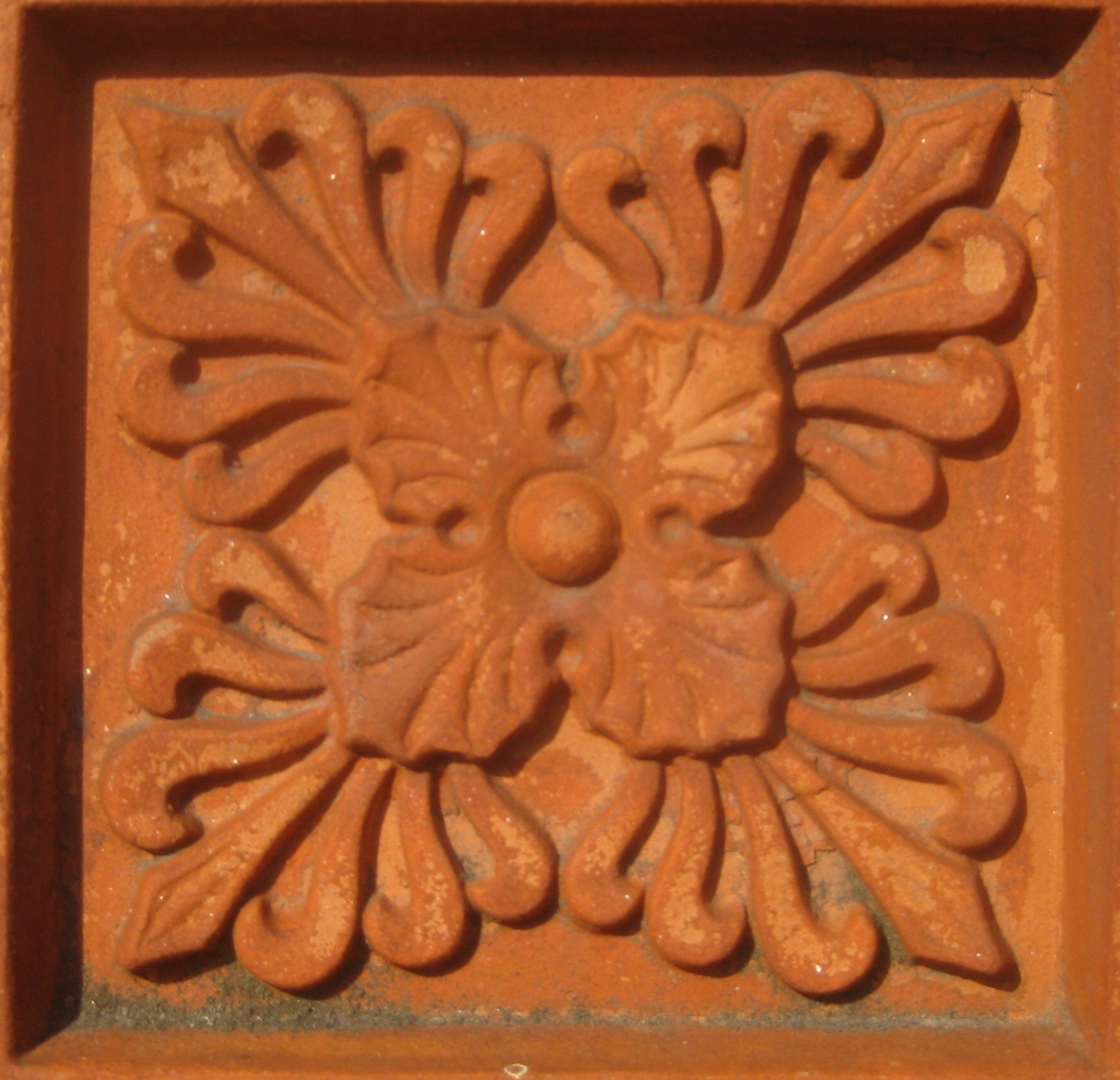
Palmettenrosettenkachel

Die Friese werden von Rosettenbändern eingerahmt, an der Oberkante von einem durchlaufenden waagerechten Band und zwischen den Friesen durch ein senkrechtes Band, in das sich zwei nebeneinander liegende Friese teilen. Die senkrechten Bänder bestehen aus 14 Rosettenkacheln mit drei verschiedenen Rosettenmotiven, desgleichen die waagerechten Bänder über den Friesen. An den Schnittpunkten des waagerechten Bandes mit den senkrechten Bändern tritt noch eine Palmettenrosettenkachel hinzu. Auf die 14-teiligen Bänder sind die Rosettenmotive rhythmisch verteilt: jede zweite Kachel trägt eine Blattrosette, dazwischen wechseln Lilien- und Palmettenrosetten miteinander ab (es gibt aber auch Ausnahmen von der Regel).
Die Blattrosetten bestehen aus vier zu den Ecken weisenden stilisierten Akanthusblättern und einer Kreuzblüte, deren spitze Blütenblätter nach außen zeigen. Bei den Lilienrosetten ersetzen stilisierte Lilienblüten die Akanthusblätter, und die Blütenblätter der Kreuzblüte sind an den Spitzen stumpf und umgebogen. Die Palmettenrosetten zeigen vier diagonal ausstrahlende Palmetten mit stilisiertem Akanthusblattkern.

### Friese
Die beiden Varianten der Friese sind im Aufbau gleich. Die Friese sind von einem flachen, breiten Rahmen umgeben, der innen und außen von Rundstäben begrenzt wird. Das zentrale innere Motiv ist ein achteckiges Medaillon mit einem Anthemion-Kranz (Lotos-Palmettenkranz), der sich um das runde innere Medaillon legt. Dieses wird begrenzt von einem Kymationkranz und enthält im Inneren einen Eichen- oder Lorbeerkranz. Die Seitenmitten werden von Mäanderkacheln mit einem vierfachen, verschlungenen Mäander flankiert. An den Ecken sitzen fast dreieckige Kacheln (Quadrate, deren innere Ecke abgeschnitten ist) mit spiegelbildlich gleichen Arabeskenmotiven. Bei den Eichenkranzfriesen wird in den Eckkacheln eine Lotosarabeske dargestellt, bei den Lorbeerkranzfriesen eine Palmettenarabeske.

#### Eichenkranzfriese

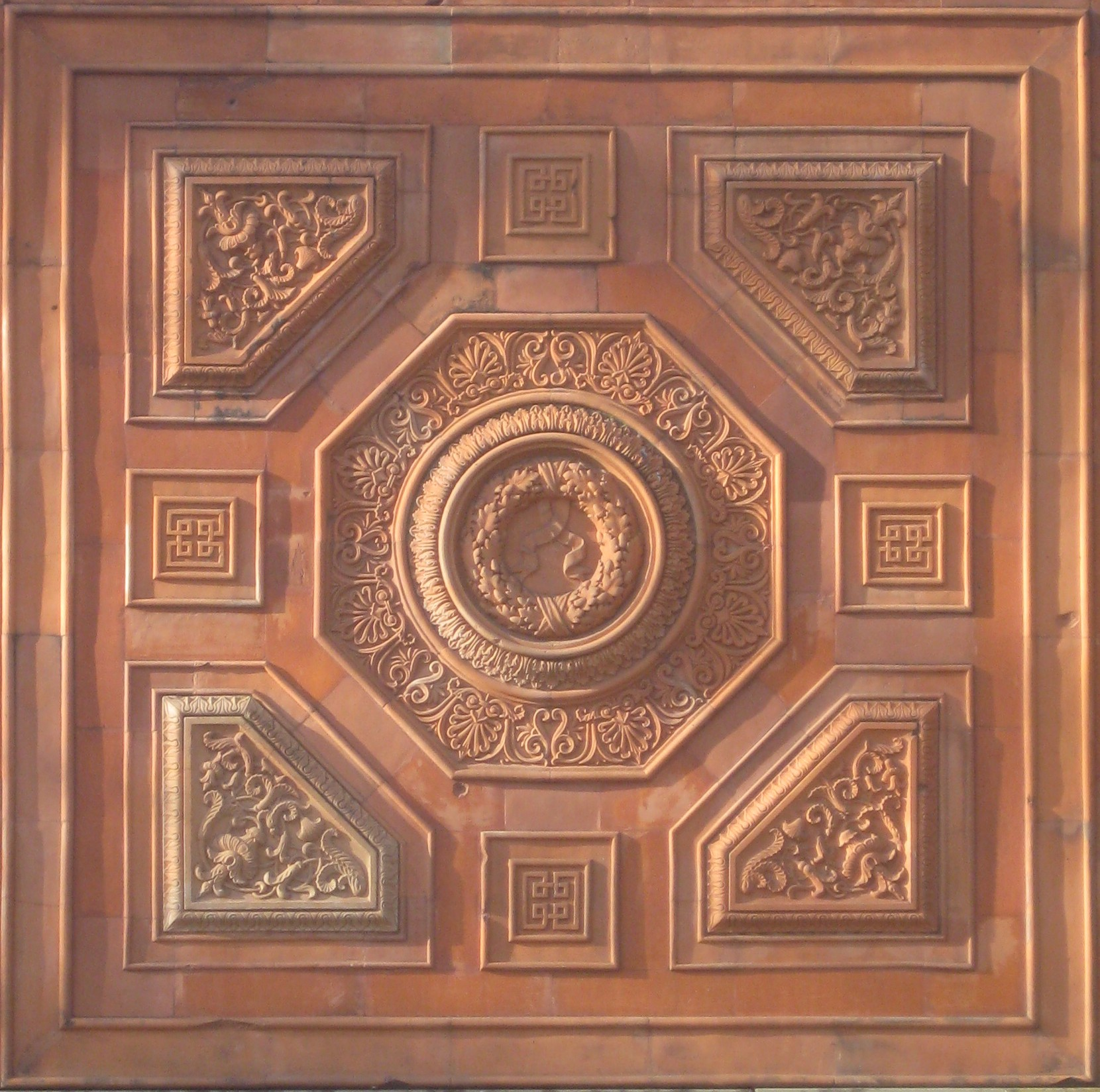
Fries mit Eichenkranz im Medaillon
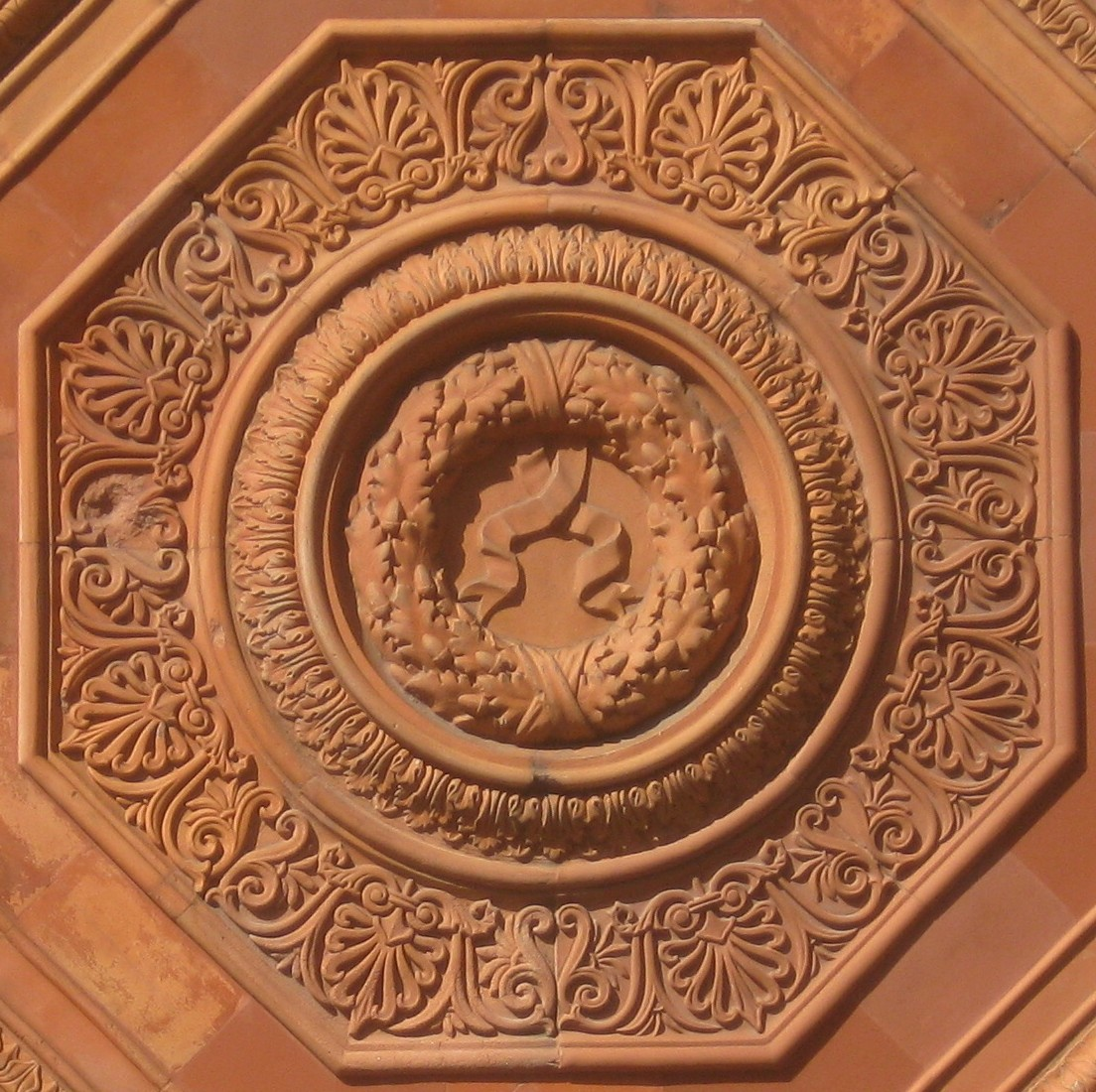
Medaillon mit Eichenkranz
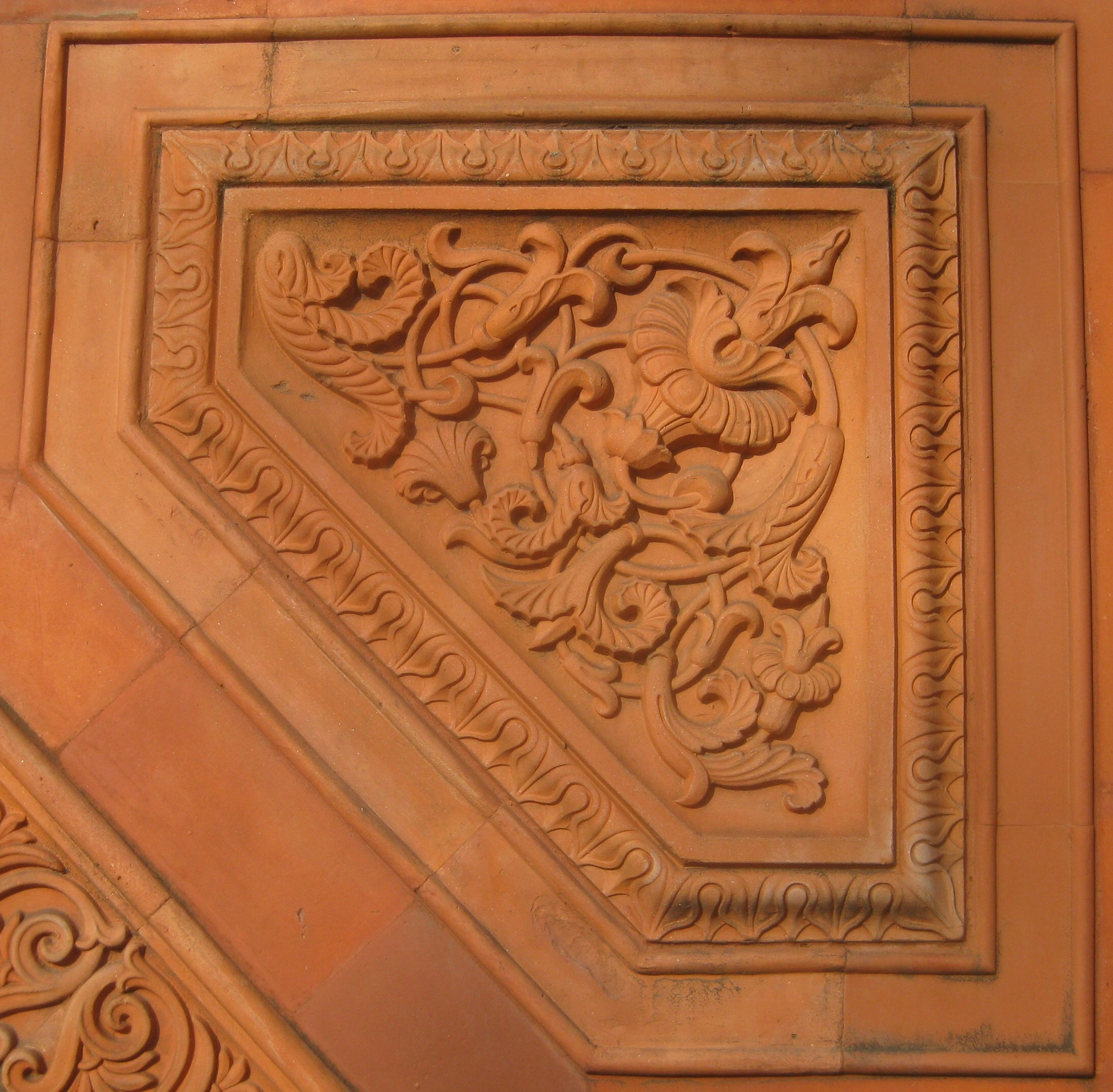
Lotus-Eckkachel
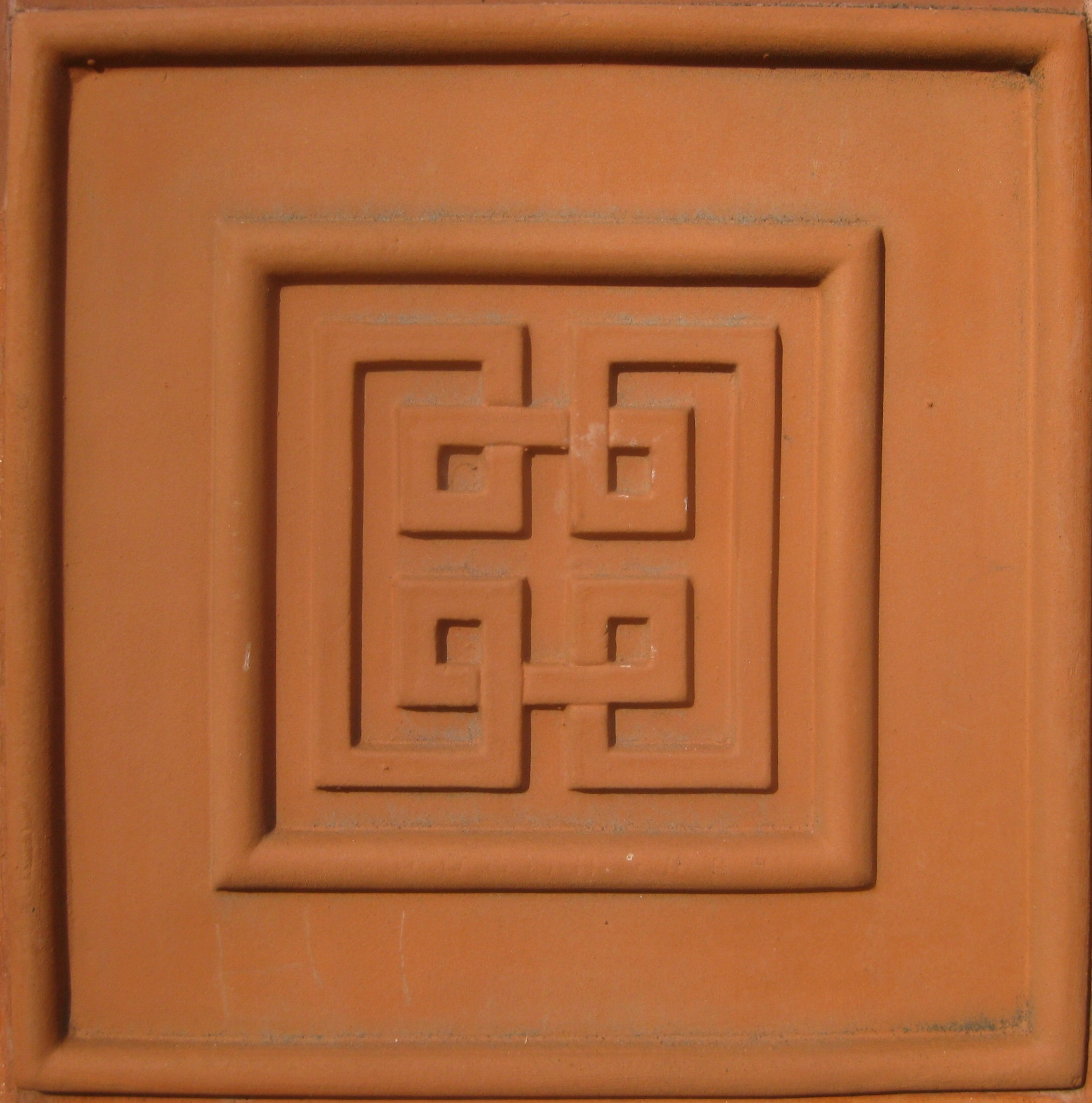
Mäanderkachel

#### Lorbeerkranzfriese

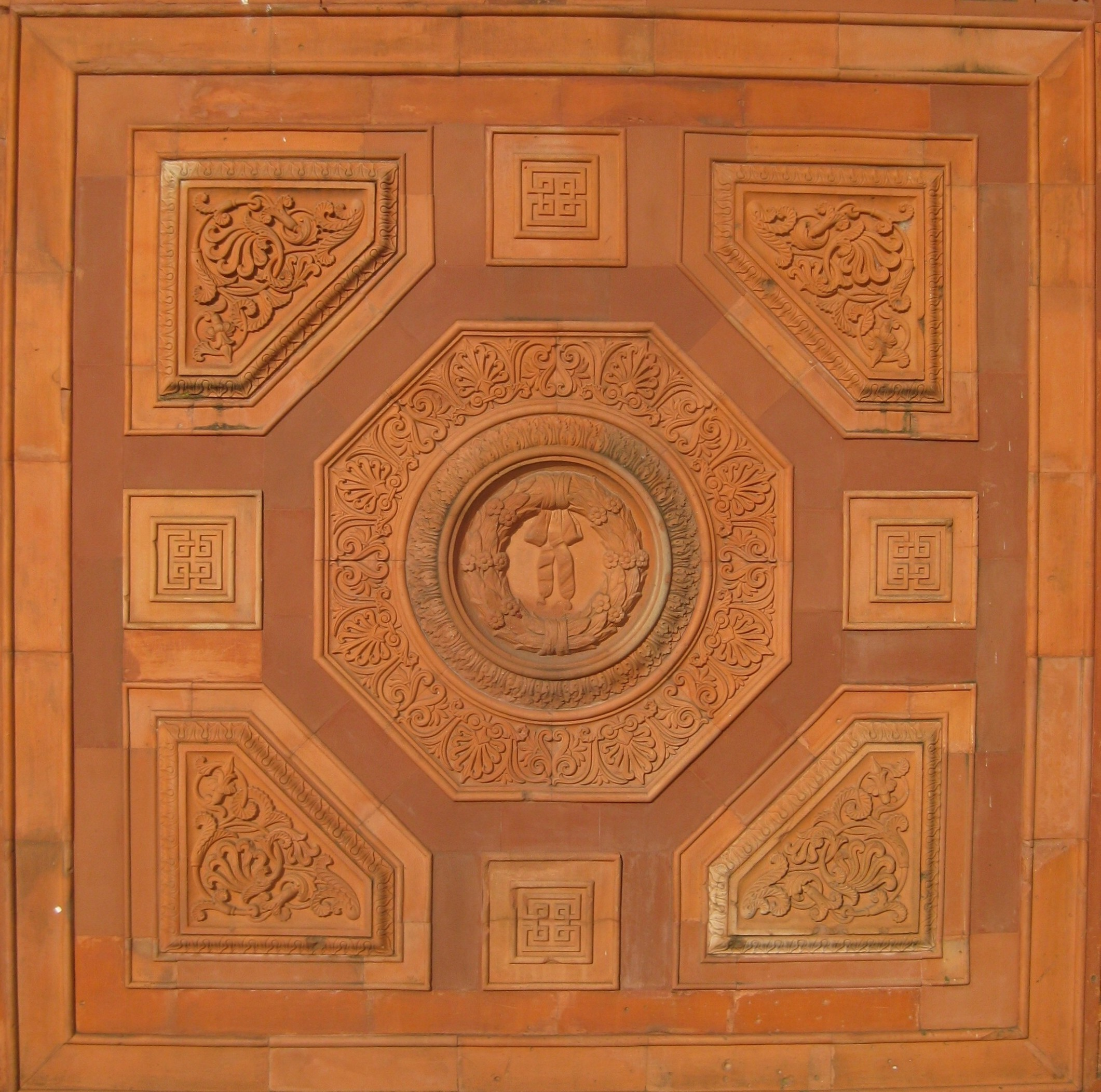
Fries mit Lorbeerkranz im Medaillon
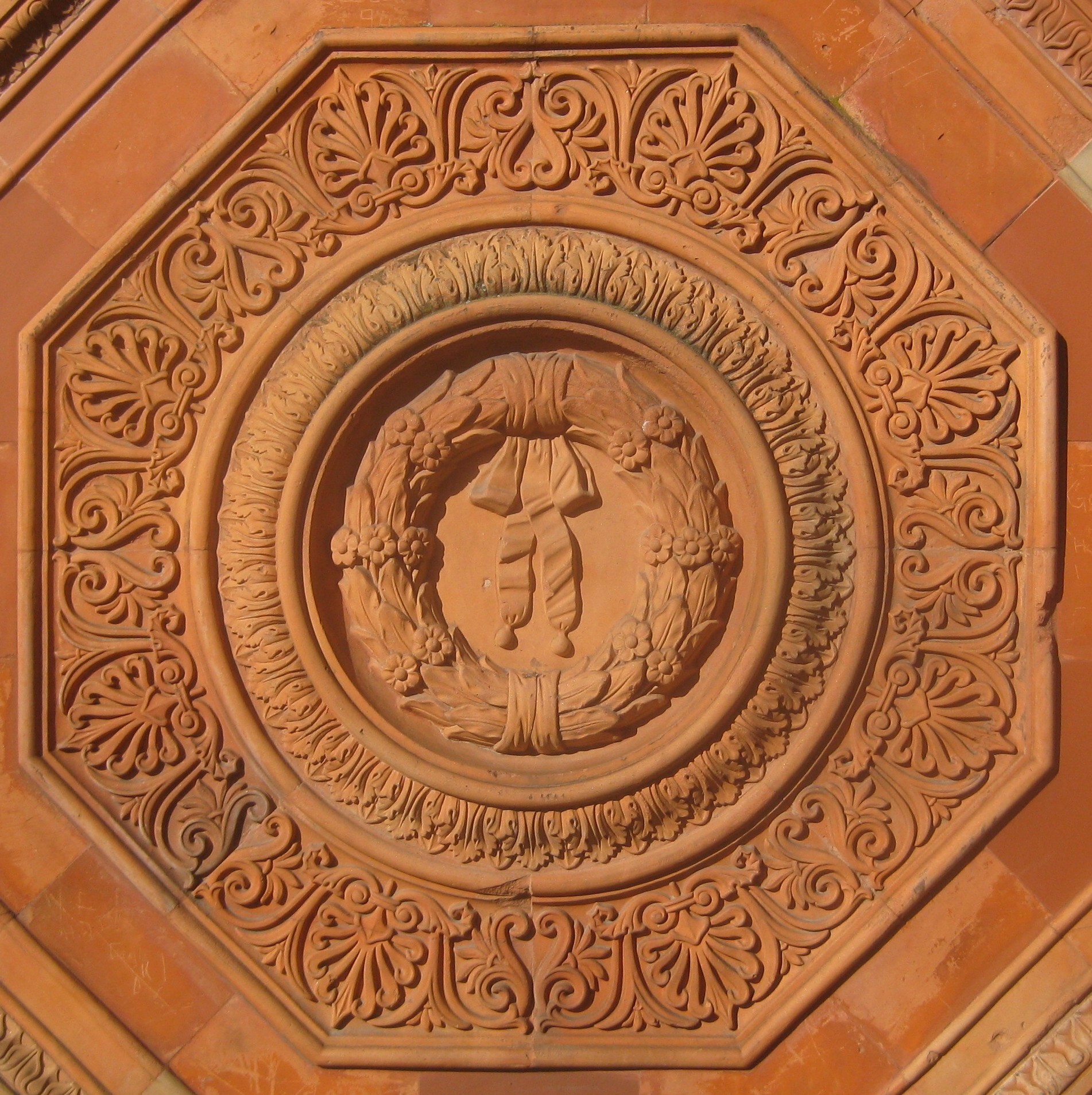
Medaillon mit Lorbeerkranz
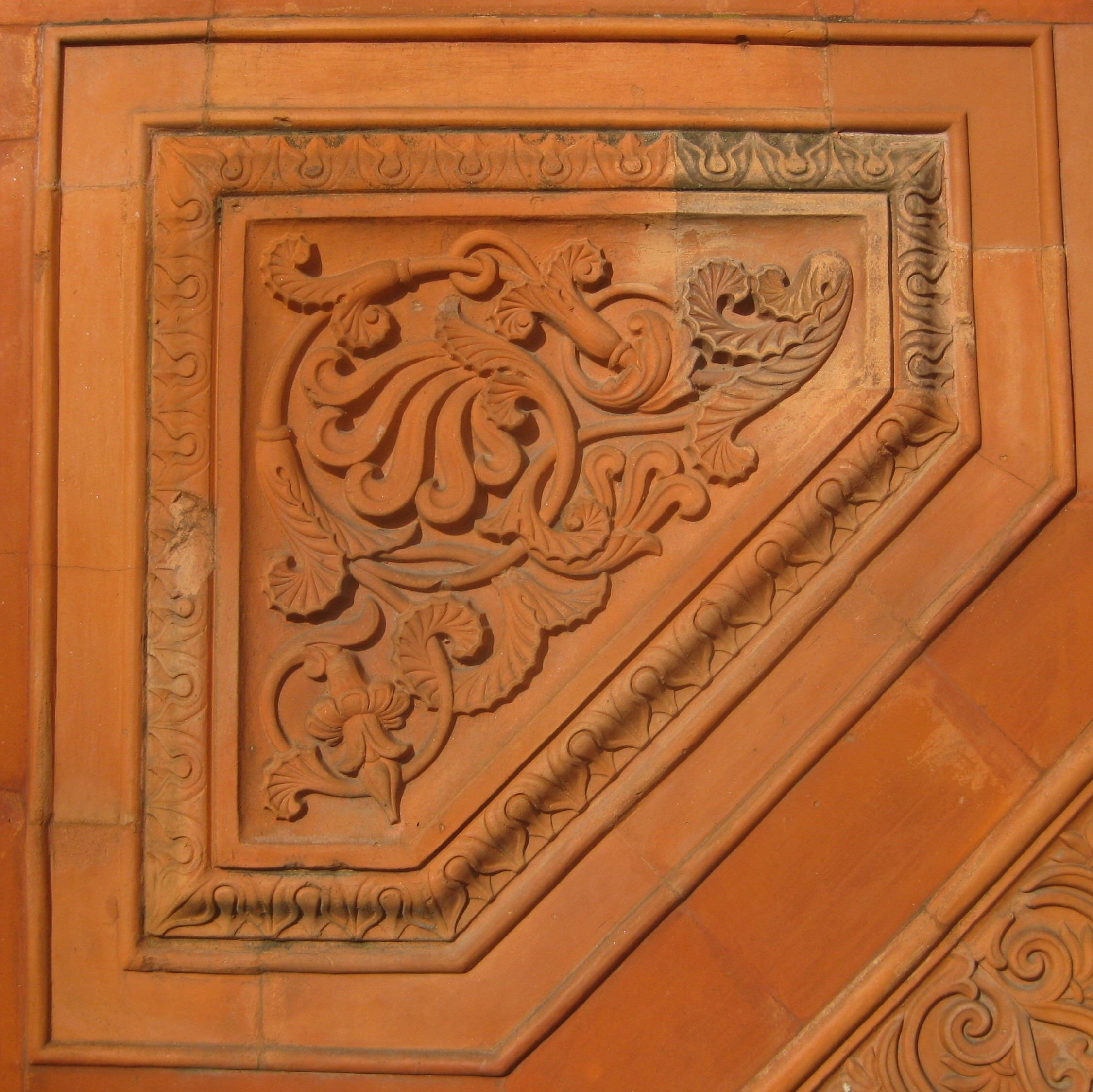
Palmetten-Eckkachel
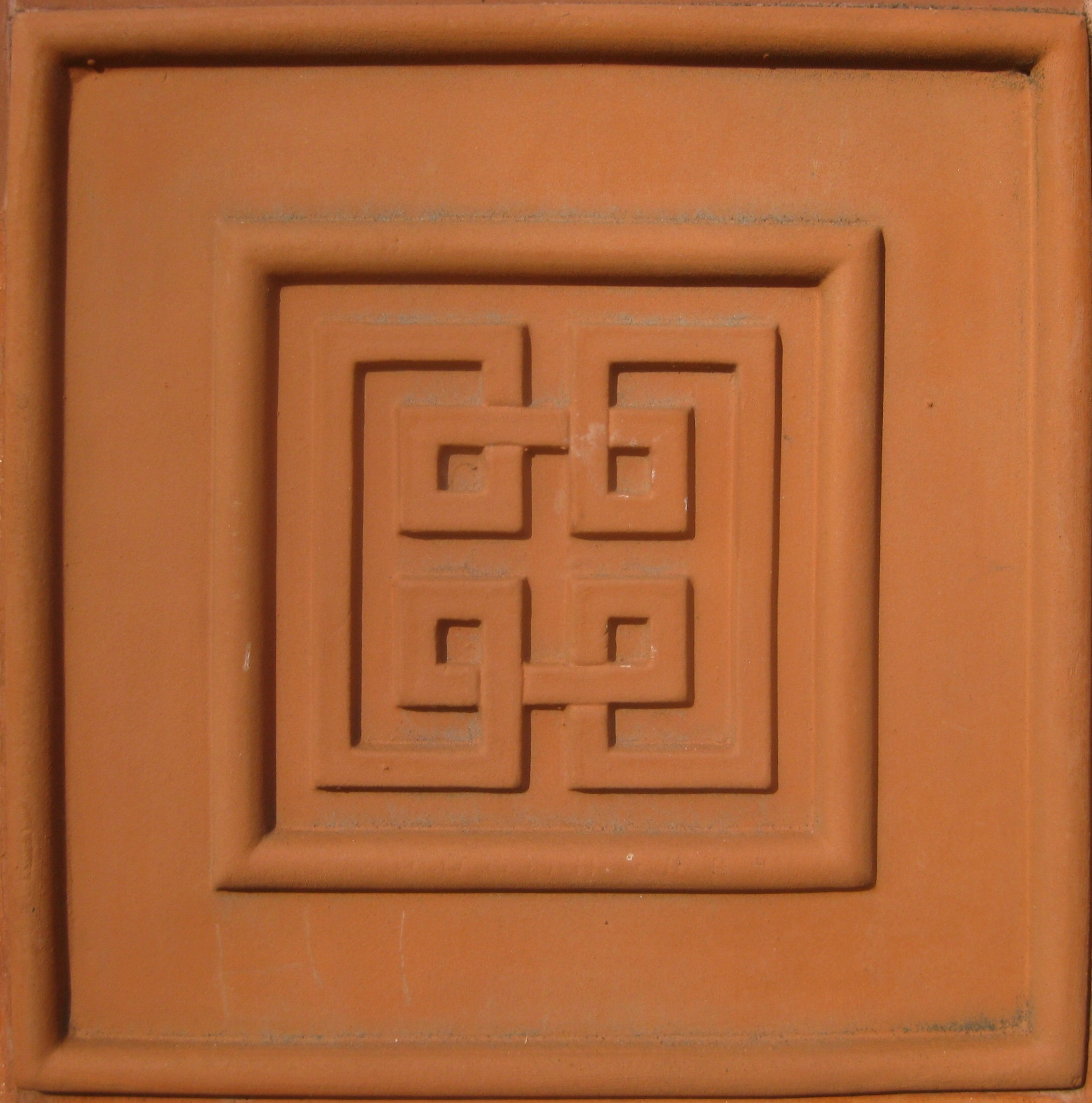
Mäanderkachel

## Geschichte
Der Plan einer überdachten Terrasse zwischen dem Wilhelma-Theater und dem ehemaligen Landhaus Bellevue geht bis in das Jahr 1837 zurück, als mit dem Bau des Wilhelma-Theaters begonnen wurde. Das später abgerissene Landhaus Bellevue befand sich etwa an der heutigen Einfahrt zum Wilhelma-Parkhaus. 1843 legte Karl Ludwig von Zanth König Wilhelm I. einen „Entwurf zu einer bedeckten Terrasse nebst Pavillon auf der Mitte derselben“ vor. In der Erläuterung seines Entwurfs führt er aus: „Dieser bedeckte Gang [sollte] gegen die Stuttgarter Chaussee durch leichte eiserne Säulchen gebildet, auf der Seite gegen den unteren Park Rosenstein durch eine Backsteinmauer geschlossen werden, deren gegen die Chaussee gewendete Seite, einen Schmuck durch leichte Malerey zu erhalten haben würde. [...] Eine solche Anlage [...] schien mir eine Auffassung zu bedingen, für welche die analogen Vorbilder in den pompejanischen Wandmalereien zu finden sein dürften wo antike Villen mit begränzenden Säulenhallen u. s. w. in spielendem, heiterem Charakter gehalten, dargestellt sind.“ Zanth betont, der Terrassengang sei eine „freie Nachbildung jener Vorbilder“.
Die Bauarbeiten begannen noch 1843, wurden aber erst 1846 beendet. Die Wände wurden wie geplant mit Malereien ausgeschmückt. Unter Wettereinwirkung wurden diese jedoch im Laufe der Zeit so unansehnlich, dass die Wände 1856 nach Zanths Plänen mit ornamentierten Terrakottaplatten verkleidet wurden.
Im Zweiten Weltkrieg wurde die Terrakottawand stark beschädigt und die gusseiserne Dachkonstruktion bis auf wenige Achsen zerstört. Von 2000 bis 2001 wurde die Terrakottawand restauriert, ebenso 13 überdachte und drei ungedeckte Achsen der Dachkonstruktion.

## Ikonographie
Zur Verzierung der Gebäude in der Wilhelma verwendete Karl Ludwig von Zanth ausgiebig maurische Ornamente, die auch sofort als solche ins Auge fallen. Bei der Komposition der Terrakottawand bediente er sich des abendländischen Formenschatzes der Ornamentik, der teilweise mit dem maurischen übereinstimmt. Jedenfalls muten die Terrakottafriese den Betrachter orientalisch an, wie es ja auch das orientalisierende Bauprogramm der Wilhelma beabsichtigte. Orientalisch wirkt auch der Baustoff Terrakotta an sich, die helle, rötliche Farbe der Terrakotten, die fast endlose Wiederholung der Schmuckmotive, die großflächige, komplette Ornamentierung der Wand und das Fehlen von Bilderreliefs, wie sie bei antiken oder antikisierenden Relieffriesen üblich waren.